# Nótová krize
Nótová krize je název pro krizi vztahů mezi Finskem a SSSR z 30. října 1961. Její načasování a výsledek nahrávají spekulacím o tehdejším spojení prezidenta Kekkonena s KGB.

## Pozadí
Finsko, v rámci politiky nazývané jako Paasikiviho–Kekkonenova linie, drželo od konce 40. let neutralitu s lehkým příklonem k SSSR. Tahle politika se ocitla v nebezpečí v roce 1961. Dne 30. října totiž přichází nóta z Moskvy požadující zapojení Finska ve cvičení Rudé armády. Toto cvičení se konalo kvůli napětí v Berlíně a účast Finska měla být vymáhána skrze dřívější smlouvy. Zapojení do takového cvičení by však zničilo Finskou neutralitu a zařadilo by jej na stranu Východu. Prezident Kekkonen tedy přiletěl ze své dovolené na Havaji vyjednávat do Moskvy, kde jeho vyjednávání byla úspěšná a požadavek byl zrušen.

## Kontroverze
Ačkoli celá krize vypadá jako vítězství diplomatického umu Kekkonena, zvláštní je její načasování. V lednu 1962 se totiž měly konat prezidentské volby, ve kterých Kekkonen, oblíbený v Moskvě, měl silného protivníka opozice Olavi Honku. Proto celá krize vyznívá jako úspěšný pokus Sovětů (Kekkonen volby nakonec vyhrál – řešení Nótové krize mu „nahrálo“ body u veřejnosti, a proto Honka stáhnul kandidaturu) ovlivnit směřování Finska.